# セシル・B・デミル
セシル・B・デミル（Cecil Blount DeMille、1881年8月12日 - 1959年1月21日）は、アメリカ合衆国の映画監督、映画プロデューサー、脚本家、俳優。20世紀前半の映画創成期に最も成功した映画製作者のひとり。『スペクタクルの巨匠』や『史劇の巨匠』として知られる。

## 生い立ち・家族
1881年8月12日マサチューセッツ州アシュフィールドにて、オランダ系移民の父と、イギリスより渡米したドイツ系ユダヤ移民の母との間に生まれる。デミルの両親は脚本家であったが、デミルが12歳のときに父親が亡くなった為、デミルの母親は生計を立てるために女子のための学校と、劇団を設立した。デミルは演劇学校で演技を学び、1900年に舞台俳優としてデビュー。その後の12年間は俳優として、また母親の劇団のマネジメントを手がけた。1902年、21歳でコンスタンス・アダムスと結婚。4人の子供に恵まれている。
兄のウィリアム・C・デミルも同じく映画界で脚本家・映画監督としてその名を知られると共に、孫娘のセシリア・デミル・プレスリーも映画プロデューサーとして活躍している。また、息子のリチャード・デ・ミルはジャーナリストとしてマーティン・マクマホーンとの共著「呪術師カスタネダ - 世界を止めた人類学者の虚実」という本を出版している。

## キャリア

### 監督デビュー
1920年代の人気が訪れるよりも前に、1913年以降の監督第1作ほか、数多くのサイレント映画の短編作品を監督した。エジソンの作った映画特許会社MPPC（→スタジオ・システム）の手から逃れるためにハリウッドで映画製作をしたのである。
1913年には、映画プロデューサーのジェシー・L・ラスキーらが設立した映画会社にて、ハリウッド初の長編映画（80分以上）である「スコウ・マン」を監督し人気を呼んだ。後にこの会社は、アドルフ・ズーカー率いるフェイマス・プレイヤーズ・フィルム・カンパニーと合併し、現在のパラマウント映画となった。
1915年には「チート」で早川雪洲をトップスターにしたほか、運転手兼従者にヤマベという日本人を雇っており、欧州旅行などにも同行させていた。

### 人気監督
1920年代のデミルは、第一次世界大戦後の好況期における大衆の享楽志向を捉えヒット作を連発、デミルはハリウッド映画の創生期の実力者にのし上がる。デミルの成功の秘訣は、たとえ男性客を喜ばすようなシーンであっても、女性も画面に釘付けになるように演出を仕組むことにあった。
例えばバスルームのシーンではバスローブもネグリジェも最高の品を用意させ、女優たちが身につける豪勢なジュエリーなどの宝石類はすべて本物で撮影した。誰もが目を奪われるほどの絢爛豪華な衣装はデミルの映画の代名詞ともなり、多くの女性客を魅了した。このような金に糸目をつけない派手な演出は多くの集客に効果をみせ、夫やボーイフレンド連れの女性らがデミルの映画を見に劇場へ通うようになった。
しかし、このような演出で撮影された作品群に、保守派や宗教団体らが黙っているわけはなかった。デミル自身、一斉に自分の映画が世論からボイコットされる予感もしていた。

### 「デミル王国」
『十誡』（1923年）制作前後、デミルの作風は再度転換期を迎えた。旧約聖書という固い主題の作品を扱えば、そのような世論の動きが鎮まるのではないかと映画製作へ踏み切った。しかし、デミルの豪華主義は相変わらずで、映画会社の製作資金を湯水のようにつぎ込んだ。劇中では3千人もの人員や何千頭もの家畜をエキストラとして動員し、モーゼが紅海の海水を割るシーンの派手さは後々までの語りぐさとなるほどであった。
当初の予想に反してこの映画がヒットし制作費を超える収益をあげたデミルは、続けて『キング・オブ・キングス』（1927年）、『暴君ネロ』（1932年）、『クレオパトラ』（1934年）など一連の歴史ものを制作し、次々と成功を収めていく。この頃マスコミは、社内で大勢の側近を従え、シルクのシャツに乗馬用のブーツをはき、気障に決めたスタイルのデミルを揶揄し、デミルの所属するパラマウント・スタジオを「デミル王国」とも呼んだ。1927年5月11日に設立された「映画芸術科学アカデミー」の36名の創立会員の1人としても名を連ねている。
次にデミルの作風が転換したのは、西部開拓史を舞台とする作品を撮り始めた1930年代後半である。この頃の『平原児』（1937年）や『大平原』（1939年）などの作品は、アジアやヨーロッパにおいて戦雲たれ込める中、揺れ動くアメリカの世情を反映し、アメリカ国民の愛国心を鼓舞することを意図した作品群と位置付けられる。また、「老い」を迎えようとするデミルの製作姿勢の変化を印象付けた。

### 晩年
第二次世界大戦後の晩年には、時代の趨勢により、スタジオ・システムが崩壊し、テレビに押された「映画」の復権をめざすようになった。デミルにとって映画は自らの人生を賭けた王国であり領域であった。
既に映画界での名声を確かなものにしていたデミルは、監督以外でもビリー・ワイルダーの『サンセット大通り』（1950年）に本人役でカメオ出演し、その存在感を示している。この頃の監督作品である『地上最大のショウ』（1952年）では翌年の第25回アカデミー賞の作品賞、脚本賞を獲得し、監督賞にノミネートされた。また1952年、ゴールデングローブ賞を運営するHFPAは「エンタテインメント業界に多大なる貢献をした人物に与えられる、従来の部門やカテゴリーの枠を超越した永年功労賞」の新設を決め、ゴールデングローブ賞の中に、サイレント時代から斬新なアイデアでスペクタクル映画を製作し、映画界を先導してきたデミルの名を冠した「セシル・B・デミル賞」が設けられた。映えある第1回受賞者はデミル自身である。
より多くの集客をめざし、大作映画に見せ物的要素を加えるなどの工夫をこらした。1956年、75歳にしてかつての自分の作品『十誡』（1923年）を新たに撮り直し、既に重篤な心臓発作に見舞われる中、執念で『十戒』を製作・監督。翌年の第29回アカデミー賞では作品賞にノミネートされ特殊効果賞を受賞している。

### 死去
1959年に心臓疾患のため死去。満77歳没。 カリフォルニア州ハリウッドのハリウッド共同墓地に埋葬された。

## 政治思想と言動
第二次世界大戦後、アメリカや西側諸国を席巻した所謂「赤狩り」の中、デミルはそのシンパとして積極的に働き、ハリウッド・ブラックリストの作成にも大きく関与した。一方、同じく保守派、愛国主義者で知られる映画監督ジョン・フォードは、赤狩りの影響を受けなかったが、当時の戦後特有の反動的な風潮や、それに盲信的に迎合するデミルのこうした動きを忌み嫌った。
1950年、全米監督協会で評議員の立場にあったデミルは「映画の撮影中に関係者全員の政治的傾向について何か気付いたり、知り得た場合は包み隠さず監督協会に報告する」との規定を設けるよう提案し、自分に反目する当時の会長ジョーゼフ・L・マンキーウィッツがたまたまヨーロッパ旅行中で不在だったのを見計らい、同調する協会員を懐柔するため画策し、これを通すとともに会長不信任案を提出。無論マンキーウィッツ側も黙っておらず、フレッド・ジンネマン、ジョージ・スティーヴンスらの支援を受け、デミル擁護派と真っ向対立し、同年10月22日に緊急総会が招集された。
深夜まで紛糾したこの席上、それまで態度を表明していなかったフォードが発言、「私の名前はジョン・フォード、ウェスタンを撮っている者です。アメリカの観客全員がデミルをどれほど深く愛しているかはよく存じている。」と挨拶した後、デミルを凝視しながら「だがデミルの発言と今夜の振舞いは気に入らない。私としてはマンキーウィッツに信任の一票を投じたい。そして早く家に帰って眠ろうじゃないか。みんな明日には撮影を控えているんだろう?」と名指しでデミルを非難。普段寡黙なフォードの一言は大きく影響し、マンキーウィッツの会長留任が採決され、デミルの提案は却下。協会評議員の地位を追われる結果となった。

## フィルモグラフィ

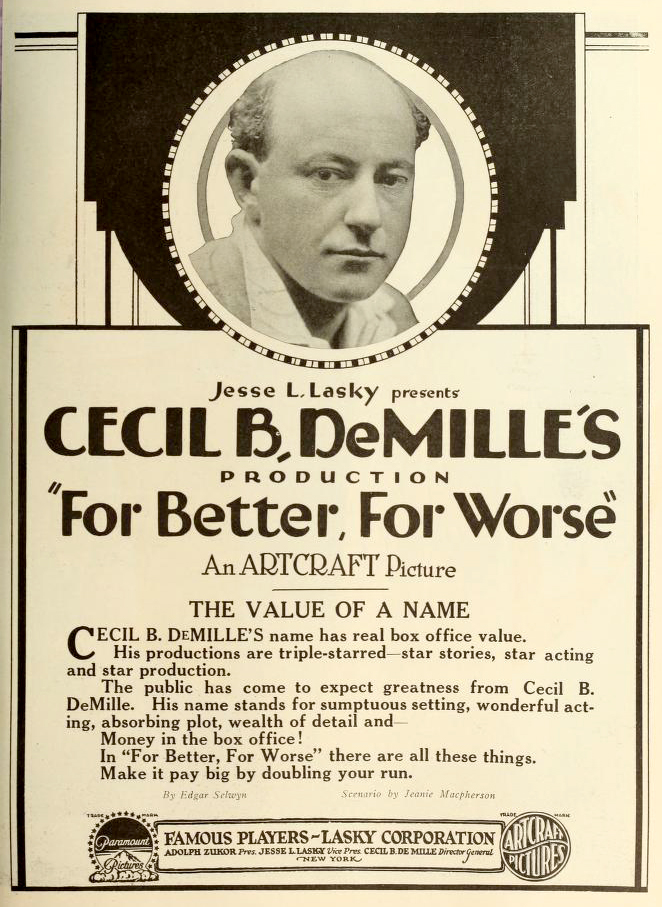
広告（1919）

- スコウ・マン The Squaw Man（1914）監督・脚本・製作
- 農場の薔薇 Rose of the Rancho（1914）監督・原案・製作
- カルメン Carmen（1915）監督・製作
- チート The Cheat（1915）監督・製作
- 孤松の桟道 The Trail of the Lonesome Pine（1916）監督
- マリア・ローザ Maria Rosa（1916）監督
- ヂャンヌ・ダーク Joan the Woman（1917）監督
- 小米国人 The Little American（1917）監督
- 神に見離された女 The Woman God Forgot（1917）監督
- 悪魔石 The Devil-Stone（1917）監督
- 嘆きの合掌 The Whispering Chorus（1918）監督
- 醒めよ人妻 Old Wives for New（1918）監督
- 浮世の常 We Can't Have Everything（1918）監督
- 情熱の国 The Squaw Man（1918）監督
- 夫を変へる勿れ Don't Change Your Husband（1919）監督
- 連理の枝 For Better（1919）監督
- 男性と女性 Male and Female（1919）監督
- 何故妻を換へる? Why Change Your Wife?（1920）監督
- 人間苦 Something to Think About（1920）監督
- 禁断の果実 Forbidden Fruit（1921）監督・脚本・製作
- アナトール The Affairs of Anatol（1921）監督
- 愚か者の楽園 Fool's Paradise（1921）監督
- 土曜日の夜 Saturday Night（1922）監督
- 屠殺者 Manslaughter（1922）監督
- アダムス・リヴ Adam's Rib（1923）監督
- 十誡 The Ten Commandments（1923）監督
- 勝利者 Triumph（1924）監督
- 霊魂の叫び Feet of Clay（1924）監督
- 金色の寝床 The Golden Bed（1925）監督・製作
- 昨日への道 The Road to Yesterday（1925）監督
- ヴォルガの船唄 The Volga Boatman（1926）監督
- キング・オブ・キングス The King of Kings（1927）監督
- 破戒 The Godless Girl（1929）監督
- ダイナマイト Dynamite（1929）監督
- マダム・サタン Madam Satan（1930）監督
- スコオ・マン The Squaw Man（1931）監督・製作
- 暴君ネロ The Sign of the Cross（1932）監督・製作
- 新世紀 This Day and Age（1933）監督
- 恐怖の四人 Four Frightened People（1934）監督
- クレオパトラ Cleopatra（1934）監督
- 十字軍 The Crusades（1935）監督
- 平原児 The Plainsman（1936）監督・製作
- 海賊 The Buccaneer（1938）監督・製作
- 大平原 Union Pacific（1939）監督・製作
- 北西騎馬警官隊 North West Mounted Police（1940）監督・製作
- 絶海の嵐 Reap the Wild Wind（1942）監督・製作
- 軍医ワッセル大佐 The Story of Dr. Wassell（1944）監督・製作
- 征服されざる人々 Unconquered（1947）監督・製作
- サムソンとデリラ Samson and Delilah（1949）監督・製作
- 地上最大のショウ The Greatest Show on Earth（1952）監督・製作
- 十戒 The Ten Commandments（1956）監督・製作

### 出演
- サンセット大通り Sunset Boulevard（1950） - カメオ出演（本人役）

## 受賞とノミネート
| 賞                   | 年   | 部門                        | 対象                           | 結果       |
| -------------------- | ---- | --------------------------- | ------------------------------ | ---------- |
| アカデミー賞         | 1949 | 名誉賞                      | それまでの37年間の功績に対して | 受賞       |
| アカデミー賞         | 1952 | 作品賞                      | 『地上最大のショウ』           | 受賞       |
| アカデミー賞         | 1952 | 監督賞                      | 『地上最大のショウ』           | ノミネート |
| アカデミー賞         | 1952 | アービング・G・タルバーグ賞 |                                | 受賞       |
| アカデミー賞         | 1956 | 作品賞                      | 『十戒』                       | ノミネート |
| ゴールデングローブ賞 | 1951 | セシル・B・デミル賞         |                                | 受賞       |
| ゴールデングローブ賞 | 1952 | 監督賞                      | 『地上最大のショウ』           | 受賞       |